# Moncks Corner
Moncks Corner ist eine Stadt im US-Bundesstaat South Carolina. Die Stadt ist der Verwaltungssitz des Berkeley County.
Das U.S. Census Bureau hat bei der Volkszählung 2020 eine Einwohnerzahl von 13.297 ermittelt.

## Geographie
Moncks Corner liegt zentral im Berkeley County. Die Stadtgrenze erstreckt sich östlich bis zum West Branch des Cooper River, 5 km südlich der Mündung des Lake Moultrie.
Der U.S. Highway 52 ist die Hauptverkehrsstraße durch die Stadt und führt 51 km südlich nach Charleston und 130 km nördlich nach Florence. Der U.S. Highway 17 Alternate führt ebenfalls durch die Stadt und führt östlich 79 km nach Georgetown und südwestlich 26 km nach Summerville. Der South Carolina Highway 6 führt nordwestlich von Moncks Corner entlang der Süd- und Westseite der Moultrie- und Marion-Seen 63 km zur Interstate 95 bei Santee.
Moncks Corner befindet sich in der Metropolregion Charleston–North Charleston–Summerville.

## Geschichte
Das Gebiet von Moncks Corner war von indigenen Völkern besiedelt und wurde vom historischen Volk der Edistow bewohnt, einem Unterstamm der Cusabo-Stämme. Obwohl der Stamm heute ausgestorben ist, bilden die Nachfahren der Etiwan, Edisto, Cherokee und Catawba die acht Familien des Wassamasaw-Stammes der Varnertown-Indianer, einer Gemeinde zwischen Moncks Corner und Summerville. Der 1500 Mitglieder zählende Stamm wurde 2009 vom Staat als Indianerstamm anerkannt.
Die Stadt Moncks Corner geht auf das Jahr 1728 zurück und ist nach dem Landbesitzer Thomas Monck benannt. Thomas Monck erwarb 1735 eintausend Hektar Land in der Gemeinde und gründete die Mitton Plantation.
Die Stadt begann als Handelsposten mit einigen Tavernen und Geschäften. 1780 fand hier die Schlacht von Monck's Corner statt. Diese Schlacht an einer strategisch wichtigen Kreuzung ist mit der Belagerung von Charleston verbunden.
Nach dem Krieg führten die Eröffnung der State Road zwischen Charleston und Columbia und die Fertigstellung des Santee-Kanals dazu, dass der Ort verödete und fast verschwand.
Die Northeastern Railroad, die zwischen Charleston, South Carolina, und Siler City, North Carolina, verkehrte, legte 1856 ihre Gleise an, und der Bahnhof wurde zum Zentrum der neuen Stadt Moncks Corner. Die Stadt Moncks Corner wurde am 26. Dezember 1885 gegründet.
Die Biggin Church Ruins, der Cooper River Historic District, die Lewisfield Plantation, die Mulberry Plantation, der Santee Canal, die Strawberry Chapel und die Childsbury Town Site sind im National Register of Historic Places aufgeführt.

## Kultur und Sehenswürdigkeiten
In Moncks Corner befindet sich das Kloster Trappistenabtei Mepkin mit dem Mepkin Abbey Botanical Garden.

## Wirtschaft und Infrastruktur

### Verkehr
Der Internationale Flughafen Charleston ist 40 km entfernt.

Der Hafen von Charleston ist 53 km entfernt.

Moncks Corner liegt zentral an einer CSX-Eisenbahnlinie.

### Bildung
In Moncks Corner befindet sich die Berkley High School. Moncks Corner hat eine öffentliche Bibliothek, eine Zweigstelle des Berkeley County Library System.

## Söhne und Töchter der Stadt
- Robin Kenyatta (1942–2004), Saxophonist